# Hydriomena barnesata
Hydriomena barnesata là một loài bướm đêm trong họ Geometridae.